# Dennis Șerban
Dennis Șerban (* 5. Januar 1976 in Bukarest) ist ein ehemaliger rumänischer Fußballspieler. Er bestritt insgesamt 177 Spiele in der rumänischen Liga 1, der spanischen Primera División und der griechischen Super League. Der Mittelfeldspieler gewann in den Jahren 1997 und 1998 mit Steaua Bukarest und im Jahr 2007 mit Dinamo Bukarest die rumänische Meisterschaft.

## Karriere

### Verein
Șerban kam im Jahr 1993 aus der Jugend seines Heimatvereins Farul Constanța in den Kader der ersten Mannschaft, die seinerzeit in der Divizia Națională spielte. Um Spielpraxis zu sammeln, wurde er zunächst an den Lokalrivalen Portul Constanța ausgeliehen. Nach seiner Rückkehr wurde er zur Stammkraft im Mittelfeld Faruls. Im Jahr 1996 verpflichtete ihn Rekordmeister Steaua Bukarest. Mit seinem neuen Team konnte er die Meisterschaften 1996/97 sowie 1997/98 gewinnen.
Im Laufe der Saison 1998/99 verpflichtete der spanische Spitzenklub FC Valencia Șerban. Dort kam er über die Rolle des Ergänzungsspielers nicht hinaus und wurde an den FC Villarreal in die Segunda División ausgeliehen. Nach dem Aufstieg 2000 wurde ein erneutes Leihgeschäft vereinbart. Mit dem FC Elche, wo er den Abstieg aus der Segunda División am Ende der Spielzeit 2000/01 nur knapp vermeiden konnte. Hierbei gelang ihm mit elf Treffern die beste Torausbeute seiner Laufbahn. Nach seiner Rückkehr nach Valencia kam er in der Hinrunde 2001/02 nur dreimal zum Einsatz und wurde Anfang 2002 an Rapid Bukarest ausgeliehen.
Im Sommer 2002 holte der FC Córdoba Șerban erneut in die Segunda División. Ein Jahr später schloss er sich Ligakonkurrent Polideportivo Ejido an. Anfang 2004 kehrte er nach Rumänien zurück, wo ihn Petrolul Ploiești unter Vertrag nahm. Mit Petrolul musste er am Ende der Saison 2003/04 absteigen. Anschließend wechselte er zu Dinamo Bukarest, kam dort aber lediglich auf drei Einsätze. Anfang 2005 heuerte er bei AE Larisa in der griechischen Beta Ethniki an. Nach dem Aufstieg 2005 sicherte er sich mit seinem Team in der Spielzeit 2005/06 den Klassenverbleib. Anschließend kehrte er zu Dinamo zurück. Dort gewann er zum Abschluss seiner Karriere seine dritte Meisterschaft.

### Nationalmannschaft
Șerban bestritt 13 Spiele für die rumänische Nationalmannschaft. Er debütierte am 14. August 1996 im Freundschaftsspiel gegen Israel, als er drei Minuten vor Schluss für Dorinel Munteanu eingewechselt wurde. Danach dauerte es ein Jahr, ehe er bei seinem zweiten Länderspiel am 20. August 1997 gegen Mazedonien erstmals in der Startaufstellung stand. Nach einem weiteren Qualifikationsspiel zur Weltmeisterschaft 1998 gegen Liechtenstein kam er Anfang 1998 in drei Freundschaftsspielen zur Kurzeinsätzen. Nachdem er von Nationaltrainer Anghel Iordănescu nicht für das rumänische WM-Aufgebot nominiert worden war, kehrte er im August ins Nationalteam zurück. Er kam in der Folge meist als Einwechselspieler zum Zuge und bestritt am 3. März 1999 gegen Estland sein vorerst letztes Länderspiel.
Am 15. November 2000 wurde er von László Bölöni ins Aufgebot für ein Freundschaftsspiel gegen Jugoslawien berufen und konnte in der dritten Minute sein einziges Länderspieltor zur 1:0-Führung erzielen. Am 25. April 2001 kam er gegen die Slowakei zum letzten Mal zum Zuge.

## Erfolge
- Rumänischer Meister: 1997, 1998, 2007
- Rumänischer Pokalsieger: 1997, 2002